# Зулкарнайн бен Айнуддевле
Зулкарнайн (тур. Zülkarneyn; ум. 1162) — сын правителя Малатьи, Данышмендида Айнуддевле бен Мелик Гази и внучки сельджукского султана Рума Кылыч-Арслана I; правитель Малатьи в 1152—1162 годах.
В правление Зулкарнайна сельджукский султан Рума Месуд I осадил Малатью и Зулкарнайну пришлось признать себя его вассалом для снятия осады. Мать Зулкарнайна захватила власть в Малатье, организовала против него заговор и была изгнана из города.

## Биография

### Происхождение
Зулкарнайн был сыном Данышмендида Айнуддевле бен Мелик Гази, правителя Малатьи, и внучки сельджукского султана Рума Кылыч-Арслана I. Она была дочерью брата Месуда I (по утверждению турецких историков Р. Алтыная и Э. Чечен — Тогрул-Арслана, который правил Малатьей в 1106−1124 годах), то есть — внучкой Кылыч-Арслана I.
Сельджуки Рума и Данышмендиды с 1096/97 года боролись за Малатью, потому что она находилась на одной из двух дорог из Малой Азии в Иран, и владевший Малатьей мог контролировать Верхнюю Месопотамию. При жизни Айнуддевле сельджукский султан Рума Месуд I (брат Тогрул-Арслана) дважды осаждал Малатью — в 1143 и 1144 годах, но оба раза по различным причинам был вынужден снять осаду.
Айнуддевле умер 12 июня 1152 года, Зулкарнайн наследовал ему.

### Начало правления
Брат Айнуддевле, Ягибасан, правивший в Сивасе, посоветовал племяннику и его матери не подчиняться Месуду. Мать и сын отправили в Сивас к Ягибасану свои стада, чтобы они не погибли во время возможной осады и не попали в руки султана. Узнав об этом, Месуд решил наказать Ягибасана и выступил против него. Тот испугался и подчинился султану, пообещав, что не будет помогать племяннику. 24 июля 1152 года Месуд осадил Малатью в третий раз, его армия разоряла окрестности города.
Мать Зулкарнайна, племянница Месуда, пришла к султану и упала к его ногам, прося снять осаду. Султан ответил, что Зулкарнайн должен лично явиться к нему, приветствовать его и подчиниться ему. На этих условиях Месуд был готов снять осаду и оставить Зулкарнайна править в городе. 15 августа 1152 года («в день праздника Вознесения Господня») тот явился с мечом и саваном в руках и принёс клятву верности. Султан сдержал своё слово и Зулкарнайн продолжил править в Малатье, но теперь подчиняясь султану.

### Конфликт с матерью
Михаил Сириец и Бар-Эбрей писали, что к моменту смерти Айнуддевле Зулкарнайн был «маленьким ребёнком» и мать Зулкарнайна взяла на себя управление городом. Она вводила новые налоги и увеличивала старые. Хронисты оставили отзывы о её правлении и писали, что «мусульмане, как и христиане, находились в угнетении, и никто не мог её переубедить, без жалости мучила богатых и бедных данями и налогами всякого рода».
По словам Михаила Сирийца, мать Зулкарнайна приписывала себе славу освобождения города от осады, поскольку ходила к султану-дяде просить об этом. И утверждала, что, «поскольку султан удовлетворил её просьбу, город принадлежит не только её сыну, но и ей». Помимо таких заявлений, она говорила, что «она сама с помощью магов и заклинаний спасла город».
По словам Бар-Эбрея и Михаила Сирийца, она собрала вокруг себя людей, называвших себя магами, множество развратных ведьм и тех, кто утверждал, что воскрешает мёртвых. Они сулили ей долгую жизнь, долгое царствование, замужество.
Бар-Эбрей и Михаил Сириец обвиняли её в том, что она готовила покушение на своего сына: «она задумала убить своего сына и править одна, чтобы объединиться с кем пожелает», но заговор был раскрыт, старейшины города изгнали мать Зулкарнайна и окружавших её ведьм и колдунов из города: «Она вышла из ворот пешком и без обуви, с этими развратниками, ожидавшими успеха и богатства. От ворот она тоже была изгнана, а её сын стал править в городе».

### Самостоятельное правление
Известны монеты, которые чеканились в Малатье в правление Зулкарнайна. На них изображен портрет правителя с арабской и греческой легендой. Дирхемы; на аверсе изображено в профиль мужское лицо (правителя), повернутое вправо. Турецкие историки Б. и Г. Теоманы, используя латиницу, приводят следующую транскрипцию надписей на монетах: вокруг лица на аверсе — O MEGA C AMHPAC DOLCARNAI («Великий Эмир Зулкарнайн»), на реверсе — INDIKTIONO C DE VTEPIC («второй индиктион»).
Некоторые знатные люди ранее были в сговоре с матерью Зулкарнайна, планируя его убийство. Обнаружив это, Зулкарнайн прогнал их всех из города и разорил их дома. «Никто не осмеливался выступить против его правления». Зулкарнайн приказал сжечь всех оставшихся в городе магов и колдунов, но большинство сбежало из города, их дома были разграблены. По словам Михаила Сирийца, так молодой правитель обеспечил спокойствие жителям города. Кроме того, Зулкарнайн отменил повышенные его матерью налоги и сборы, что облегчило жизнь горожанам.

## Семья и наследование
Зулкарнайн умер в 1162 году. У него было три сына: Мухаммед, Касым, Афридун (Феридун). Преемником Зулкарнайна стал Мухаммед, который был изгнан в 1170 году жителями города за распутство, его сменил Касым, умерший в 1171 году. После Касыма в Малатье правил Афридун, а затем снова Мухаммед.